# Amblyseiella
Amblyseiella is een mijtengeslacht uit de familie van de Phytoseiidae. De wetenschappelijke naam van het geslacht werd voor het eerst geldig gepubliceerd in 1973 door Tuttle en Muma.

## Soorten
- Amblyseiella antonii Kolodochka & Omeri, 2010
- Amblyseiella setosa Muma, 1955